# Pep Suasi
Pep Suasi (Mallorca, 20 de juliol de 1972) és un músic i locutor de ràdio. Ha desenvolupat dins Fora de Sembrat i després de 2009 en solitari.

## Trajectòria
Va crear la banda Fora des Sembrat amb Guillem Cerdà l'any 1992, i durant els 14 anys següents va col·laborar a set àlbums amb aquest grup.
L'any 2009 va començar la seva carrera en solitari amb el disc Suasi, un EP amb quatre cançons pròpies. Al disc va tocar junts amb Àlex Maldonado a la guitarra, Pep Estrada al baix, Rubén Garcia a la bateria i Pep Llodrà a les videoprojeccions.
Fins al 2020 va produir quatre àlbums més. Als discs va convidar cantants som Marta Elka (2011), Pau Debon (2018) i Júlia Colom (2019).
Combina la feina de músic amb el món de la ràdio a Ona Mediterrània on condueix el programa Això fa Pep!. Anteriorment va treballar a IB3 ràdio amb el programa Tot és possible...o no! que va conduir juntament amb Pep Noguera.

## Discografia

### amb Fora des Sembrat
- No aturen (1992, Picap)
- Vius (1996, SwingMedia)
- Mallorca jove (Mini CD, 1997, SwingMedia)
- Altres herbes i amebes... (1999, Música Global[6])
- Història d'un home-llibre (2001, Música Global)
- Je suis la suite (2004, Música Global)
- Nit de mudances (2006, Satie)

### en solitari
- Suasi (2009, Duplico 2000[2])
- 07:03 Am (2011, RGB Suports)
- Equilibrista emocional (2018, RGB Suports)
- Fent equilibris (2019, RGB Suports)
- Que triomfi l'amor (EP, 2020, RGB Suports)